# ديفيد هالي
ديفيد هالي (بالإنجليزية: David Haley)‏ هو سياسي أمريكي، ولد في 29 أكتوبر 1958 في كانساس سيتي في الولايات المتحدة. حزبياً، نشط في الحزب الديمقراطي. وقد انتخب عضو مجلس ولاية كانساس وانتخب عضو مجلس نواب كنساس.

## روابط خارجية
- ديفيد هالي على موقع اتحاد ألعاب الكومنولث (مؤرشف) (الإنجليزية)